# 巴塔瓦諾灣

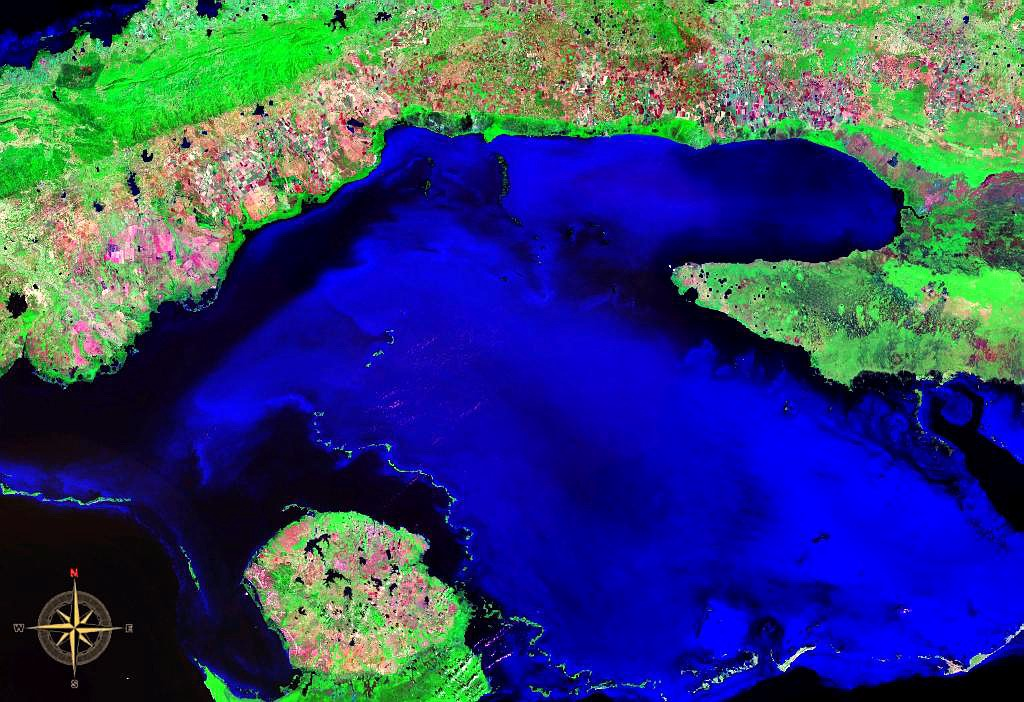
Gulf of Batabano seen from space (false color)

巴塔巴諾灣（西班牙語：Golfo de Batabanó）是古巴的海灣，位於該國西南部加勒比海，以薩帕塔半島和青年島為界，長130公里、寬80公里，平均水深6至7米，最大水深61米。

## 外部連結
- Encyclopædia Britannica
- Columbia Gazetteer of North America article

22°15′N 82°30′W / 22.25°N 82.5°W